# Jacek Jędruch
Jacek Jędruch (ur. 1927 w Warszawie, zm. 1995 w Atenach) – inżynier nuklearny, historyk oraz reprezentant polskiego rządu.

## Życiorys
Podczas II wojny światowej był uczestnikiem polskiego ruchu oporu. Po wojnie poszukiwany przez SB zbiegł na zachód. Początkowo mieszkał w Wielkiej Brytanii, później emigrował do USA.
Ukończył Northwestern University, Massachusetts Institute of Technology oraz University of Pennsylvania, gdzie otrzymał doktorat.
Publikował prace naukowe z zakresu technologii nuklearnej jak również historii polskiego parlamentaryzmu.

## Dzieła
- Constitutions, Elections, and Legislatures of Poland, 1493-1977: a Guide to Their History, University Press of America, 1982.
- Nuclear Engineering Data Bases, Standards, and Numerical Analysis, Van Nostrand Reinhold, 1985.
- Constitutions, Elections, and Legislatures of Poland, 1493-1993: a Guide to Their History, Summit, NJ, EJJ Books, distributed by Hippocrene Books, 1997.